# Astia hariola
Astia hariola (лат.) — вид аранеоморфных пауков из семейства пауков-скакунов (Salticidae). Единственный представитель рода Astia. Другие, ранее включаемые виды, перенесены в другие роды.

## Описание
Размеры тела от 5,25 до 7,5 мм. Самки немного больше самцов. Эмболюс (второй членик цимбиума) самцов крючковатый.

## Распространение
Встречается в Австралии в штатах Квинсленд и Новый Южный Уэльс.